# Alfonso de la Cueva-Benavides y Mendoza-Carrillo
Alfonso de la Cueva-Benavides y Mendoza-Carrillo, španski rimskokatoliški duhovnik, škof in kardinal, * 1572, Beznar, † 10. avgust 1655, Málaga.

## Življenjepis
5. septembra 1622 je bil povzdignjen v kardinala.
17. oktobra 1644 je bil imenovan za škofa Palestrine (škofovsko posvečenje je prejel 23. oktobra istega leta) in 27. julija 1648 za škofa Málage.